# Кратохвил, Мартин
Мартин Кратохвил (чеш. Martin Kratochvil; род. 22 мая 1946, Прага) — чешский джаз-музыкант и композитор, бизнесмен.

## Творческая карьера
В 1964 году совместно с Иржи Стивином создал группу Jazz Q. После выхода дебютного альбома Coniunctio Иржи Стивин покинул группу. К концу 60-х годов, после знакомства с английским роком Кратохвил решил пойти[стиль] в направлении электронного джаза. Мартина Кратохвила по праву считают одним из пионеров в использовании электронных клавишных инструментов и компьютеров[прояснить] в музыке.
В составе группы Jazz Q было выпущено 8 альбомов. Последний — в 1981 году.
Мартин Кратохвил также часто выступал в акустическом джаз-дуэте с американской джазовой командой Тони Акермана. В 1990 лейбл Bonton, созданный Кратохвилом, выпустил их совместный альбом Spolu.
В 2004 году Мартин Кратохвил возобновил группу Jazz Q в классическом составе, хотя вместо Франкля был Зденек Фишер (Zdenek Fiser), это дало новый импульс славы для ветеранов джаз-рока.

## Бизнес-карьера
Будучи известным музыкантом как в Чехословакии, так и за её пределами, Мартин Кратохвил смог накопить достаточно средств, чтобы стать успешным бизнесменом, владельцем аэропорта и нескольких заводов.
В 1989 году Мартин Кратохвил основал лейбл Bonton.
В январе 1992 года Мартин Кратохвил стал членом совета директоров инвестиционного фонда приватизации TREND.
В настоящее время Мартин Кратохвил исследователь[уточнить] и режиссёр.

## Дискография
Совместно с Blue Effect и Jazz Q
- 1970 — Coniunctio

Совместно с Jazz Q
- 1973 — Pozorovatelna
- 1974 — Symbiosis
- 1975 — Album, Ktere Nikdy Nevyslo
- 1976 — Elegy
- 1978 — Zvesti
- 1979 — Hodokvas
- 1981 — Hvezdon

Совместно с Тони Аккерманом
- 1990 — Spolu